# HD23281
HD23281 — хімічно пекулярна зоря спектрального класу A3, що має видиму зоряну величину в смузі V приблизно  5,6.
Вона  розташована на відстані близько 140,0 світлових років від Сонця.

## Фізичні характеристики
Зоря HD23281 обертається 
досить швидко 
навколо своєї осі. Проєкція її екваторіальної швидкості на промінь зору становить  Vsin(i)= 92км/сек.